# Власов, Виктор Гаврилович
Виктор Гаврилович Власов (1895—1942) — советский учёный-электротехник, профессор, директор Новочеркасского индустриального института (1936—1938). Автор 30 научных работ, главным образом по электротехнике.

## Биография
Родился 1 мая 1895 года в Нижнем Новгороде.
В 1916 году поступил в Нижегородский университет. В октябре 1917 года вступил в ряды РКП(б)/КПСС. С окончанием Гражданской войны Власов совмещал учёбу с работой в Нижегородском совнархозе.
В 1924 году окончил Нижегородский университет. После чего продолжил работу в Нижегородском губернском совнархозе — инженером, заместителем главного инженера, главным инженером, совмещая производственную деятельность с преподавательской в университете.
С 1930 года Власов занимал должность заместителя директора по научной работе Нижегородского научно-исследовательского физико-технического института, а в 1932—1935 годах — заместитель директора по научной части Горьковского индустриального института. В 1935 году ему была присуждена ученая степень кандидата технических наук (без защиты диссертации).
В 1936—1938 годах В. Г. Власов — директор Новочеркасского индустриального института, профессор, зав. кафедрой общей и теоретической электротехники. Большое внимание уделял развитию спорта в вузе, воспитательной работе. С октября 1941 года и до эвакуации института из Новочеркасска в Томск (24 июля 1942 года), был секретарем партийной организации вуза. Во время эвакуации тяжело заболел и,  прибыв на место, скончался 11 декабря (по другим данным 12 декабря) 1942 года.